# 433
433 је била проста година.

## Догађаји
- Флавије Аеције се враћа у Италију уз подршку Хуна. Стиче контролу над младим царем Валентинијаном III, и постаје његов „заштитник“.
- Петроније Максим је постављен за конзула Западног римског царства.
- Папа Сикст III помаже да се реши христолошки спор између патријарха Кирила Александријског и Јована Антиохијског, који се наставио од Првог сабора у Ефесу, пре две године. Они потписују „Формулу окупљања“, чиме су окончали њихов сукоб око несторијанства.